# Tourch
Tourch (bretonisch Tourc’h) ist eine französische Gemeinde mit 1004 Einwohnern (Stand 1. Januar 2022) im Westen der Bretagne im Département Finistère.

## Geografie
Quimper liegt 20 Kilometer westlich, Lorient 44 Kilometer südöstlich, Brest 62 Kilometer nordwestlich und Paris etwa 470 Kilometer östlich.

## Verkehr
Bei Rosporden und Quimper gibt es Abfahrten an der Schnellstraße E 60 (Nantes-Brest) und Regionalbahnhöfe an der Bahnlinie Nantes-Lorient-Rosporden-Quimper-Brest.
Bei Lorient und Brest befinden sich Regionalflughäfen.

## Bevölkerungsentwicklung

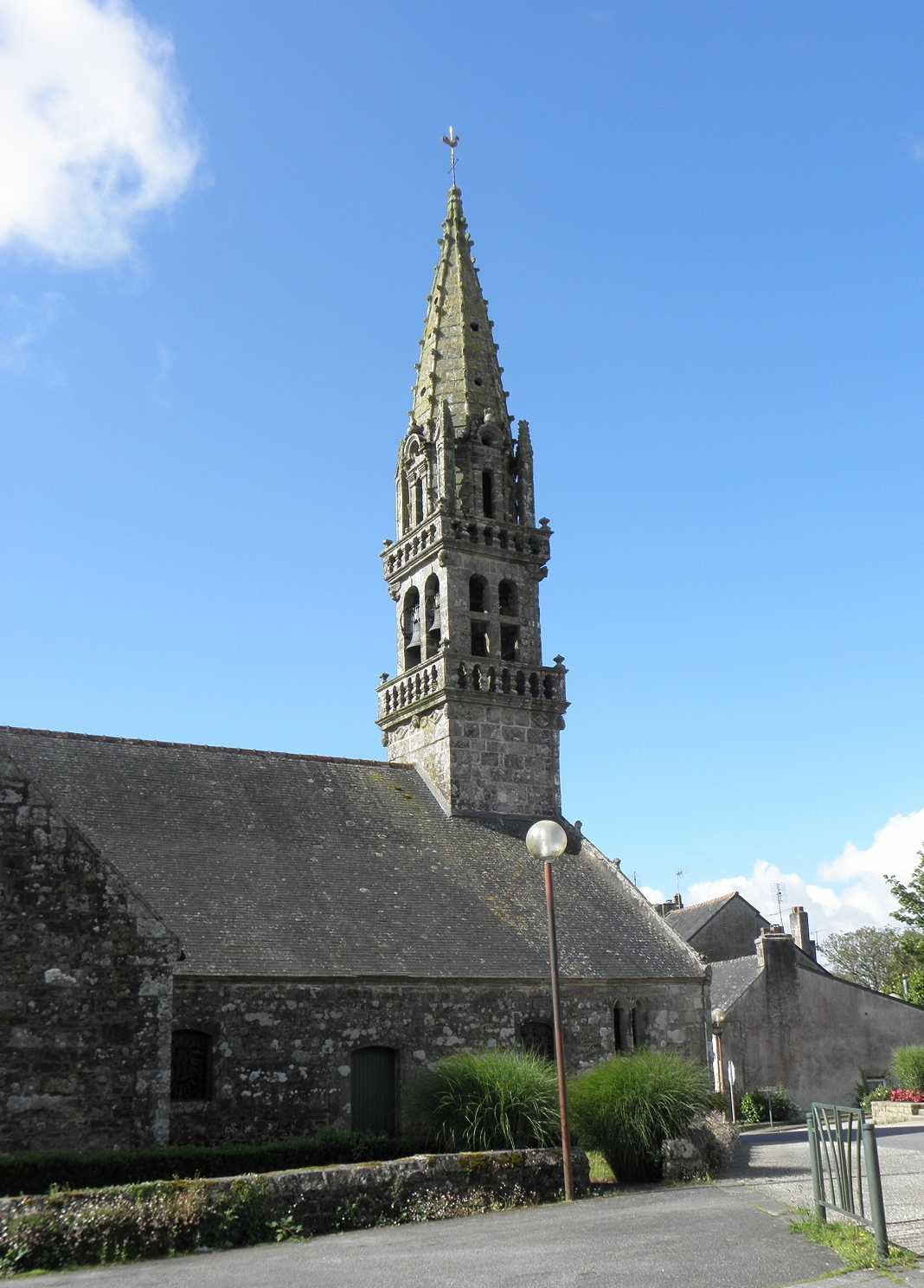
Kirche Saint-Cornély

| Jahr                       | 1962 | 1968 | 1975 | 1982 | 1990 | 1999 | 2009 | 2017 |
| Einwohner                  | 1029 | 996  | 935  | 891  | 820  | 836  | 965  | 1026 |
| Quellen: Cassini und INSEE |      |      |      |      |      |      |      |      |